# Armenië op de Olympische Winterspelen 2006
De Armeense Olympische Ploeg is de afvaardiging van Armeense sporters die het Armeens Olympisch Comité uitzendt naar de Olympische Spelen.

## Deelnemers
m = mannen, v = vrouwen

### Alpineskiën
| Naam               | Discipline | Klassering | Resultaten                                    |
| ------------------ | ---------- | ---------- | --------------------------------------------- |
| Abraham Sarkakhyan | Slalom (m) | 45e        | run 1: 1.10,96 run 2: 1.05,52 totaal: 2.16,48 |

### Kunstrijden
| Naam                                | Discipline | Klassering | Resultaten                                                                                      |
| ----------------------------------- | ---------- | ---------- | ----------------------------------------------------------------------------------------------- |
| Anastasia Grebenkina Vazgen Azrojan | IJsdansen  | 20e        | verplichte kür: 24.48 punten originele kür: 43,48 punten vrije kür: 69.88 totaal: 137.99 punten |

### Langlaufen
| Naam                                  | Discipline         | Klassering | Resultaten     |
| ------------------------------------- | ------------------ | ---------- | -------------- |
| Edmond Khachatryan                    | 15 km klassiek (m) | 83e        | 47.37,8        |
| Edmond Khachatryan                    | Sprint (m)         | 80e        | 2.49,98        |
| Hovhannes Sargsyan                    | 15 km klassiek (m) | 89e        | 50.47,7        |
| Hovhannes Sargsyan                    | Sprint (m)         | 79e        | 2.47,68        |
| Edmond Khachatryan Hovhannes Sargsyan | Team sprint        | DNF        | niet gefinisht |

Albanië · Algerije · Amerikaanse Maagdeneilanden · Andorra · Argentinië · Armenië · Australië · Azerbeidzjan · België · Bermuda · Bosnië en Herzegovina · Brazilië · Bulgarije · Canada · Chili · China · Chinees Taipei · Costa Rica · Cyprus · Denemarken · Duitsland · Estland · Ethiopië · Finland · Frankrijk · Georgië · Griekenland · Groot-Brittannië · Hongarije · Hongkong · Ierland · IJsland · India · Iran · Israël · Italië · Japan · Kazachstan · Kenia · Kirgizië · Kroatië · Letland · Libanon · Liechtenstein · Litouwen · Luxemburg · Macedonië · Madagaskar · Moldavië · Monaco · Mongolië · Nederland · Nepal · Nieuw-Zeeland · Noord-Korea · Noorwegen · Oekraïne · Oezbekistan · Oostenrijk · Polen · Portugal · Roemenië · Rusland · San Marino · Senegal · Servië en Montenegro · Slovenië · Slowakije · Spanje · Tadzjikistan · Thailand · Tsjechië · Turkije · Venezuela · Verenigde Staten · Wit-Rusland · Zuid-Afrika · Zuid-Korea · Zweden · Zwitserland